# Phaedrotoma artericus
Phaedrotoma artericus är en stekelart som först beskrevs av Fischer 1972.  Phaedrotoma artericus ingår i släktet Phaedrotoma och familjen bracksteklar. Inga underarter finns listade i Catalogue of Life.